# Dorotea Bucca
Dorotea Bucca o Bocchi (1360-1436) fue una médica italiana de la Edad Media.
Estudió en la Universidad de Bolonia, creada a finales del año 1000, y que se caracterizó, desde su inicio, por permitir a las mujeres matricularse para estudiar en sus aulas, hecho que aprovechó Dorotea, la cual comenzó en su adolescencia a estudiar Medicina y Filosofía Moral. En la universidad se doctoró en Medicina y Filosofía Moral y más tarde obtuvo una cátedra, ocupando el puesto de trabajo que había desarrollado su padre como docente en la misma Universidad. Ejerció el magisterio en la Universidad de Bolonia durante 40 años.